# Juan Francisco Rodríguez Herrera
Juan Francisco Rodríguez Herrera, noto anche con lo pseudonimo di Juanito (Santa Cruz de Tenerife, 10 maggio 1965), è un allenatore di calcio ed ex calciatore spagnolo, di ruolo difensore.